# 2014년 유명인 개인 사진 유출 사건
2014년 유명인 개인 사진 유출 사건은 2014년 8월 31일 이후 유명인(대부분 여성)의 누드 사진이 대량으로 포함된 500개 이상의 개인 사진이 이미지 게시판 4chan에 게시된 이후에 Imgur, Reddit, Tumblr 같은 소셜 네트워크 이용자에 의해 전파된 사건을 말한다. 애플이 제공하는 클라우드 서비스 아이클라우드가 크래킹되어 유출된 것으로 보고 있다.

## 발단
2014년 9월 초, 미국의 유명 익명 이미지 공유 사이트인 4chan을 비롯한 여러 사이트에서 톱스타들의 나체 사진이 다량으로 공유되었다. 이는 빠른 속도로 인터넷을 타고 전세계로 확산되었으며, 지금까지 확인된 피해 톱스타들로는 대표적으로 제니퍼 로렌스, 리한나, 셀레나 고메즈 등이며, 셀 수도 없을 정도로 많은 수의 스타들이 이 사건의 피해자가 되었다.

## 애플의 대응
이에 애플은 당황하며 본인들은 모른다는 의사를 밝혔지만, 애플의 '나의 아이폰 찾기' 기능에서의 보안 허점을 통해 해킹을 당했다는 설이 유력하다. 이에 애플은 다시 한 번 보안을 강화한다는 발표를 하였으며, 범인은 미 당국 수사대 FBI의 수사에도 불구하고 아직 잡히지 않고 있다.